# Pacta conventa (Хорватія)
Pacta Conventa (з лат. «узгоджені домовленості») — угода, укладена між королем Угорщини Коломаном І і хорватською шляхтою 1102 року, яка визначала статус Хорватії в союзі з Угорщиною. Найдавніший рукопис документа відноситься до XIV століття.
Зміст Pacta Conventa відповідає політичній ситуації X століття в Хорватії, коли країна почала підпадати під владу угорських королів. Документ зберігається в Угорському національному музеї в Будапешті.

## Історія
Після того, як останній хорватський король хорватського походження Петар Свачич загинув на полі бою в 1097 році, хорвати продовжували спротив угорському пануванню. Щоб припинити війну, було укладено угоду, ймовірно, у 1102 році. Хорватська шляхта уклала Pacta Conventa з королем Угорщини Коломаном І перед його коронацією як короля Хорватії в Біограді.
Угорський король запропонував «угоду, яка їм сподобається» дванадцятьом шляхетним родам Хорватії: Чудомиричам, Гусичам, Качичам, Кукарям, Ямометам, Ласнічичам, Лапчанам і Каринянам, Могоровичам, Полетчичам, Сначичам, Шубичам і Тугомиричам.
Поступово, під натиском угорської окупаційної влади, угода де-факто втратила свою силу. Після смерті короля Людовика II Яґелона у битві під Мохачем 1526 року хорватський парламент зібрався в Цетині та обрав імператора Фердинанда Австрійського королем Хорватії. Згідно з хорватськими джерелами, хорватський парламент скористався нагодою 1526 року, щоб відновити свою автономію від Угорщини. 
Після укладання угорсько-хорватської угоди 1868 року Хорватія і Славонія були знову політично та економічно підпорядковані Будапешту. 
Схожі угоди укладалисяь також і в інших європейських державах між шляхтою та королями. Документ регулював права та обов'язки обох сторін.